# Nephodia curvifascia
Nephodia curvifascia là một loài bướm đêm trong họ Geometridae.